# Ruta europea E82
La E-82 forma parte de la Red de Carreteras Europeas, concretamente de las carreteras intermedias de recorrido Este-Oeste. Inicia su recorrido en la ciudad de Oporto (Portugal)  y recorre Portugal y España hasta finalizar su recorrido en Tordesillas (España), donde comienza la E-80 que continua hasta la frontera Francesa. Su longitud es de 380 km de Oporto a Tordesillas.

## Recorrido
La E-82 se corresponde en Portugal con:
1. de Oporto a Águas Santas por Autoestrada A-3
2. de Águas Santas a la frontera Española por Autoestrada A-4, (Puente Internacional de Quintanilha).
En España los tramos serian:
1. Frontera Portuguesa hasta Ronda Norte de Zamora se corresponde con la carretera nacional N-122 (71.8 Km ).
2. Ronda Norte de Zamora, autovia A-11 (6,2 Km ).
3. Ronda Norte hasta el este de Zamora, autovia A-66 (4.9 Km ).
4. De este de Zamora a Tordesillas, autovia A-11 (63.84 Km ).

La E-82 enlaza con otras carreteras europeas: la E-01,  la A3, la E-801, en Vila Real (A24); con la E-802, en la IP 2, y con la E-80, en Tordesillas (A-62).

## Tramos

Identificador usado en Portugal.

Identificador usado en España.

### EnPortugal
| Carretera | Inicio                              | Fin                                 |
| --------- | ----------------------------------- | ----------------------------------- |
| IP 1 A 3  | Oporto                              | Águas Santas                        |
| IP 4 A 4  | Águas Santas                        | Padronelo                           |
| IP 4 A 4  | Padronelo                           | Vila Real                           |
| IP 4 A 4  | Vila Real                           | Pópulo                              |
| IP 4 A 4  | Pópulo                              | Lamas de Orelhão                    |
| IP 4 A 4  | Lamas de Orelhão                    | Romeu                               |
| IP 4 A 4  | Romeu                               | Amendoeira                          |
| IP 4 A 4  | Amendoeira                          | IP 2                                |
| IP 4 A 4  | IP 2                                | Braganza                            |
| A 4       | Variante de Braganza                | Variante de Braganza                |
| IP 4 A 4  | Braganza                            | Quintanilha                         |
| A 4       | Puente Internacional de Quintanilha | Puente Internacional de Quintanilha |

### EnEspañaEspaña
| Carretera | Inicio                | Fin                   |
| --------- | --------------------- | --------------------- |
| N-122     | P.I. de Quintanilha   | Alcañices             |
| N-122     | Alcañices             | Ricobayo              |
| N-122     | Ricobayo              | Zamora (oeste)        |
| A-11      | Ronda Norte de Zamora | Ronda Norte de Zamora |
| A-66      | Ronda Norte de Zamora | Zamora (este)         |
| A-11      | Zamora (este)         | Toro                  |
| A-11      | Toro                  | Enlace A-62           |
| N-122     | Enlace A-62           | Tordesillas           |

## Galería

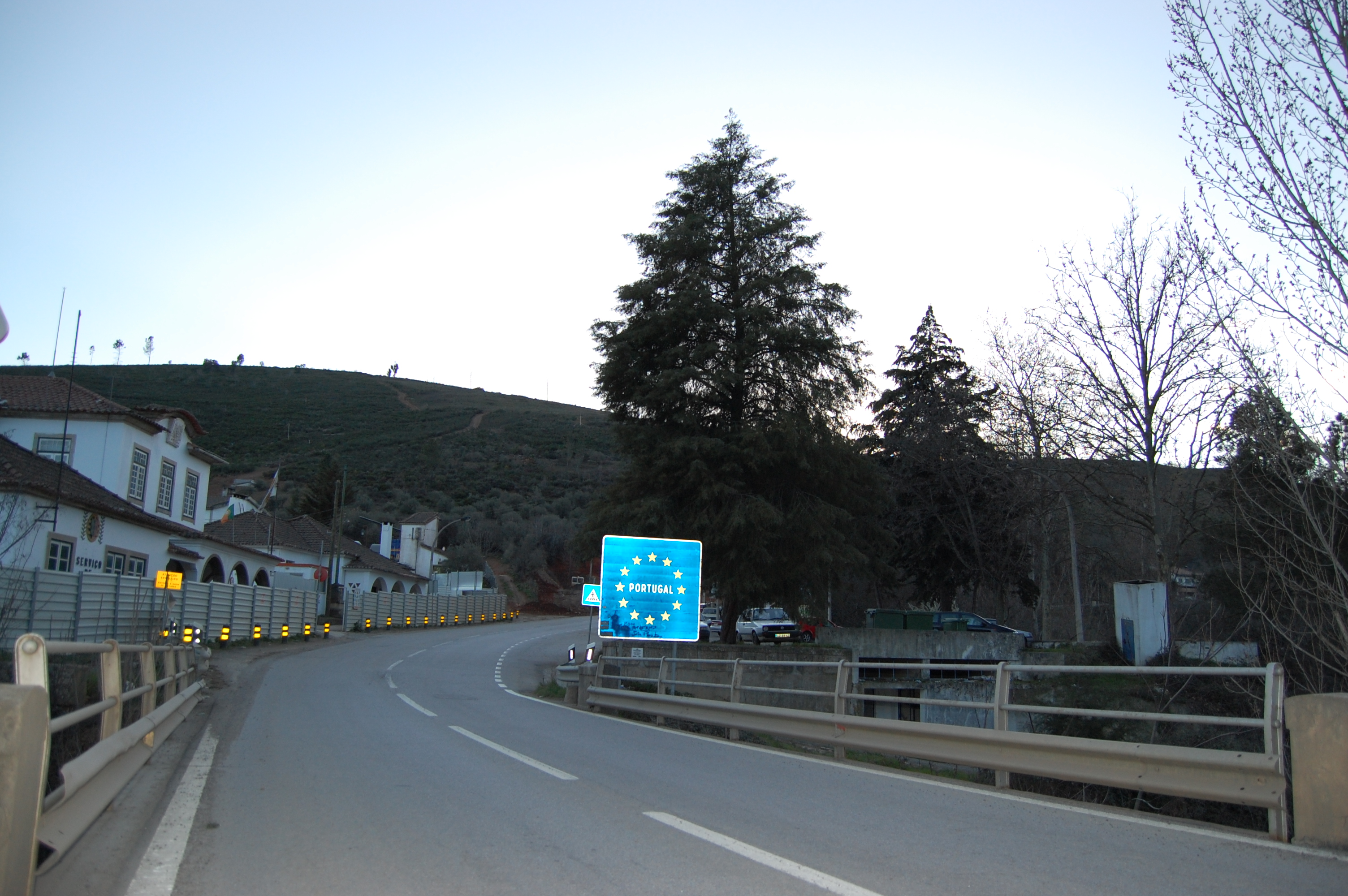
Foto de la N-122A a su paso por la frontera de Portugal y España, en el Puente Antiguo de Quintanilha. Hasta la apertura de la nueva Autoestrada A-4, en 2.013, la E-82 pasaba por este punto.